# Колон (Буэнос-Айрес)
Колон (исп. Colón) — город в Аргентине в провинции Буэнос-Айрес. Административный центр муниципалитета Колон.

## История
В XVIII веке здесь существовал небольшой форт под названием «Мерседес», возле которого жили солдаты и члены их семей, но к середине XIX века поселение было заброшено.
В 1873 году жители окрестных земель подали властям петицию о возрождении поселения. В 1875 году она была одобрена, и с 1881 года здесь началась распродажа земельных участков под жилищное строительство. В 1895 году был образован муниципалитет.

## Туризм
В Колоне есть искусственное озеро. На острове посреди озера находится маяк, часто посещаемый туристами и окрестными жителями. До 2013 года там также располагался зоопарк, работавший в течение 70 лет.